# El casamiento de Laucha
 El casamiento de Laucha  es una película de Argentina filmada en Agfacolor dirigida por Enrique Dawi sobre su propio guion escrito en colaboración con Emilio Villalba Welsh según la novela homónima de Roberto J. Payró que se estrenó el 18 de agosto de 1977 y que tuvo como actores principales a Luis Landriscina, Malvina Pastorino, Osvaldo Terranova y Pedro Quartucci. Luis Sandrini tiene a su cargo un breve papel como el nuevo cura de Pago Chico.

## Sinopsis
Un pícaro que llega a un pueblo decide regenerarse y casarse con una trabajadora del local urbano.

## Reparto
- Luis Landriscina
- Malvina Pastorino
- Osvaldo Terranova
- Pedro Quartucci
- Alberto Irízar
- Marta Albertini
- Noemí Laserre
- Amalia Bernabé
- Romualdo Quiroga
- Jorge Villalba
- Ulises Dumont
- Mario Sapag
- Max Berliner
- Luis Robles
- Pablo Cumo (hijo)
- Coco Fosatti
- Luis Sandrini
- Mario Sánchez

## Comentarios
Claudio España en La Opinión escribió:

«Han hecho de esta adaptación libre un híbrido libérrimo con un final rosado, apurado con imágenes sin diálogo y fondo musical de historia ligera.»

Agustín Mahieu en Clarín dijo:

«La pintura jugosa y colorida del ambiente de época son elementos que juegan con eficacia y exactitud en la versión.»

La Razón opinó:

«Ajustada versión fílmica…correcto Landriscina…bien lograda la reconstrucción de época.»

Manrupe y Portela escriben:

«Buenas intenciones que se malogran: lo que pudo ser una adaptación correcta de Payró y un buen cuadro costumbrista, falla con la moralina que deja todo a mitad de camino.»